# Myosorex
Myosorex — рід невеликих ссавців з родини мідицевих (Soricidae), котрі живуть в центральній і південній Африці.

## Опис
Хутро м'яке і шовковисте, його колір варіюється від жовто-коричневого через сірий до чорного і дає плямисту зовнішній вигляд. При довжині тіла від 60 до 110 міліметрів і вазі до 23 грамів, вони є одними з невеликих членів родини.

## Поширення
Діапазон поширення від Камеруну й Уганди до ПАР. Їх місце існування це вологий ліс і кущові області. Через руйнування їх середовища проживання кілька видів вважаються такими, що знаходяться під загрозою зникнення.

## Звички
Ці тварини можуть вести денний, а також нічний спосіб життя. Вони будують нори, які встеляють травою і живуть поодиноко поза шлюбним сезоном. Раціон складається переважно з комах, але також дрібних ссавців і птахів.

## Види
- Myosorex babaulti Heim de Balsac et Lamotte, 1956
- Myosorex blarina Thomas, 1906
- Myosorex cafer Sundevall, 1846
- Myosorex eisentrauti Heim de Balsac, 1968
- Myosorex geata Allen et Loveridge, 1927
- Myosorex kabogoensis
- Myosorex kihaulei Stanley et Hutterer, 2000
- Myosorex longicaudatus Meester et Dippenaar, 1978
- Myosorex meesteri
- Myosorex okuensis Heim de Balsac, 1968
- Myosorex rumpii Heim de Balsac, 1968
- Myosorex schalleri Heim de Balsac, 1966
- Myosorex sclateri Thomas et Schwann, 1905
- Myosorex tenuis Thomas et Schwann, 1905
- Myosorex varius Smuts, 1832
- Myosorex zinki Heim de Balsac et Lamotte, 1956